# Maithe López
Maithe López Miranda (Bucaramanga, Santander, 24 de enero de 2007) es una futbolista colombiana que juega como delantera en el Real Santander Femenino de la Liga Profesional Femenina. Ha sido internacional con la Selección Colombia femenina en las categorías sub-17 y sub-20.

## Trayectoria

### Inicios
Se formó como futbolista en Restrepo & Restrepo y Botín de Oro, equipos aficionados de Bucaramanga.

### Real Santander Femenino
En 2022 empezó a integrar la plantilla del Real Santander Femenino, pero no sería sino hasta el 8 de junio del 2024 cuando debutaría con el conjunto santandereano en la derrota 1-2 frente al Deportivo Pereira, jugando los 90 minutos y anotando el único tanto para las santandereanas.

## Selección nacional
Fue convocada a la selección femenina sub-17 de Colombia para disputar el Sudamericano Femenino Sub-17 de 2024, donde logró una destacada actuación anotando 2 goles y dando 2 asistencias en dicho torneo, donde Colombia quedaría subcampeona y clasificaría al Mundial Femenino Sub-17 de 2024 en República Dominicana.
Dicha actuación le valdría para que el técnico Carlos Paniagua la tuviera en cuenta y la convocara para disputar el Mundial Femenino Sub-20 de 2024, donde Colombia es local y donde López ha tenido una destacada actuación, dando una asistencia en el primer partido contra Australia.
Con la tricolor llegaría hasta los cuartos de final de dicho torneo, donde caerían contra Países Bajos por penales y donde López sería titular en uno de los 5 partidos e ingresaría de cambio en los otros cuatro.
En septiembre fue convocada a la Selección Colombia femenina sub-17 para disputar el Mundial femenino sub-17 de 2024 en República Dominicana, en dicho torneo la Selección Colombia integraría el grupo B junto a las selecciones de España, Estados Unidos y Corea del Sur, la tricolor cayo en fase de grupos quedando tercera por debajo de las Españolas y las norteamericanas y quedando por encima de las coreanas, López sería titular en los 2 primeros partidos e ingresaría de cambio en el tercero.

## Participaciones Internacionales

### Participaciones en Campeonatos Sudamericanos
| Competición                            | Sede     | Resultado    |
| -------------------------------------- | -------- | ------------ |
| Campeonato Sudamericano Sub-17 de 2024 | Paraguay | Subcampeona  |
| Campeonato Sudamericano Sub-20 de 2024 | Ecuador  | Tercer lugar |

### Participaciones en Mundiales
| Competición                             | Sede                 | Resultado        |
| --------------------------------------- | -------------------- | ---------------- |
| Copa Mundial Femenina Sub-20 de 2024    | Colombia             | Cuartos de final |
| Copa Mundial Femenina de Sub-17 de 2024 | República Dominicana | Fase de grupos   |